# امامزاده سید اسکندر
امامزاده سید اسکندر مربوط به دوره قاجار است و در شهرستان نور، بخش چمستان، دهستان میانرود، روستای باریکلا واقع شده و این اثر در تاریخ ۲۸ اسفند ۱۳۸۵ با شمارهٔ ثبت ۱۸۶۸۹ به‌عنوان یکی از آثار ملی ایران به ثبت رسیده‌است.